# One-step
El one-step es el nombre que se dio a un baile que apareció en Estados Unidos hacia 1910, alcanzando la cúspide de su popularidad en 1914, extendiéndose por todo el mundo en la década de 1920. Su compás es de 2/4, como el pasodoble, y fue asimilado por los bailes derivados del ragtime, como el foxtrot y el quickstep. Su presentación tuvo lugar con un tema especialmente compuesto para ello, Bogey walk, de James M. Gallatly.
Entre sus primeras variantes, está el Castle Walk, que fue muy famoso en 1913; su popularidad apenas duró dos años. Una de sus características está en caminar de puntillas siguiendo el compás de la música. El nombre deriva de sus inventores Vernon e Irene Castle. Después surgen otras variantes como el Judy Walk, el Bunny Hug o el Turkey Trot.
Las primeras bandas de jazz, que tocaban para baile, tocaban con frecuencia este ritmo, del que han quedado algunos ejemplos grabados, como Original Dixieland One-Step, registrado en 1917 por la Original Dixieland Jazz Band.

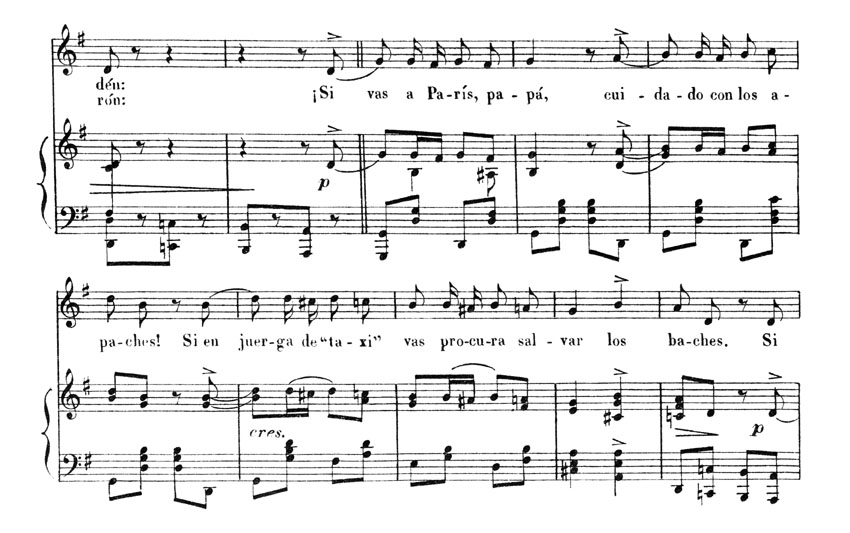
"One_Step".

Un ejemplo de esta forma musical es la célebre canción española titulada ¡Si vas a París, papá!, con letra de M. Álvarez Díaz y música de Ledesma y Oropesa, que tuvo una gran éxito por la década de 1930. Se trata de un one-step bailable y coreable. La imagen presenta un fragmento de dicha canción.